# Christine Jensen
Pour les articles homonymes, voir Jensen.
Vous pouvez aider à l'améliorer ou bien discuter des problèmes sur sa page de discussion.
- Il ne s’appuie pas, ou pas assez, sur des sources secondaires ou tertiaires. (Marqué depuis novembre 2022)
- Son texte doit être wikifié : il ne correspond pas à la mise en forme Wikipédia (style, typographie, liens internes, liens entre les wikis, etc.). (Marqué depuis novembre 2022)

- Archive Wikiwix
- Bing
- Cairn
- DuckDuckGo
- E. Universalis
- Gallica
- Google
- G. Books
- G. News
- G. Scholar
- Persée
- Qwant
- (zh) Baidu
- (ru) Yandex
- (wd) trouver des œuvres sur Wikidata

Christine Jensen est une saxophoniste, compositrice, arrangeure et cheffe d'orchestre établie à Montréal (Québec, Canada). 

## Biographie
Elle a reçu un prix Juno de l'album de jazz contemporain de l'année pour ses albums Treelines en 2011 et Habitat en 2014,. Elle est la sœur de la trompettiste Ingrid Jensen.
Jensen a obtenu son baccalauréat en interprétation jazz à l'Université McGill en 1994, puis sa maîtrise en 2006. Elle a étudié avec Pat LaBarbera, Jim McNeely, Kenny Werner et Steve Wilson.
Christine Jensen a collaboré avec de nombreux artistes, dont sa sœur Ingrid Jensen, Ben Monder, Lorne Lofsky, Allison Au, Phil Dwyer, Donny McCaslin, Geoffrey Keezer, Brad Turner et Lenny Pickett,.
Elle est actuellement membre du corps professoral de l'École de musique Schulich de l'Université McGill.
À titre de cheffe d'orchestre, elle dirige fréquemment l'Orchestre national de jazz de Montréal.

## Discographie
- 2000 - Collage
- 2002 - A Shorter Distance
- 2006 - Look Left
- 2011 - Treelines[9] - Christine Jensen Jazz Orchestra
- 2013 - Transatlantic Conversations: 11 Piece Band
- 2014 - Habitat - Christine Jensen Jazz Orchestra[10] récompensé par le "Juno Award for Contemporary Jazz Album of the Year"
- 2016 - Infinitude
- 2017 - Under the Influence Suite[11] - Orchestre National de Jazz de Montréal
- 2020 - Genealogy - Code Quartet
- 2021 - Quiescence - Quiescence quartet
- 2023 : Day Moon chez Justin Time Records (en)
- 2024 : Harbour chez Justin Time Records (en)

## Liens
- Site officiel
- Ressources relatives à la musique :   - AllMusic
  - Discogs
  - MusicBrainz
  - Muziekweb
  - Songkick
- Notices d'autorité :   - VIAF
  - ISNI
  - LCCN
  - Norvège
  - WorldCat